# 結び目
結び目（むすびめ）とは、一般に紐や糸を結び合わせたところ、結んで作った瘤（こぶ）のことである。

## 2端
紐の2端で作る結び目には、次のようなものが挙げられる。
本結び
ロープの端同士を結ぶ方法。いわゆる固結びのひとつ。新聞を縛るなど、生活の中で当たり前に使っている人も多い。次第に緩んでくることがあるため、恒久的に使うほどの信頼性はない。本結びは横結びとなっているが、縦結びよりも強度の点で優れている。
縦結び
本結びで2回目のロープを絡めるときの上下関係を誤るとこの縦結びとなるが、横結びと比べて強度が劣る。通常、使う場面は少ない。
蝶結び
端と端を結ぶ方法。一度2つの端を絡めたあと、左右に広がるような形に2つのループを形成させて再度結ぶ。蝶が羽根を広げたような形に見えることからこう呼ばれる。装飾性が高く、非常にほどくことが容易であるため、靴紐を縛る時やリボンで髪を結う時などに使われる。
外科結び
本結びと同様にロープの端同士を結ぶ方法だが、1回目にロープを絡めるときに1まわり多く絡めておく。
ふじ結び
テープ状のものを結び合わせるのに用いる結び。

### 連結用
特に紐と紐を連結する際の結び目には、次のようなものがある。
一重継ぎ
簡単な構造で、素早く結べる。主に、太さの違うロープをつなぐのに有用（同じ太さの場合は、本結びでつなぐことができる）。木綿など昔からある天然繊維のロープでは強度を得やすいが、滑りやすい現代の化繊ロープでは強度を得にくいという「近年、通用しなくなってきた結び」の一つに数えられる。より強度を高めるため巻きを1回増やしたものを二重継ぎと呼ぶが、これも昔ほどの信頼性は期待できない。
テグス結び
一方のロープが他方のロープを抱えるように結び目を二つ作る構造。
二重テグス結び
テグス結びの強度の高める巻きを1回増やしたもの。信頼性が高いため、こちらが良く使われる。

## 1端

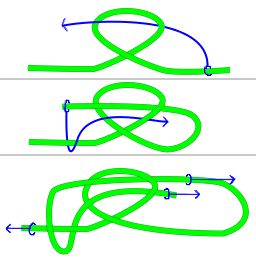
もやい結び

止め結び
ロープに輪をつくり、そこの中にロープの片端を通すことによってつくる。最も単純なストッパー・ノット。結び目理論では三葉結び目と呼ばれる。
固め止め結び
前述の止め結びと同様にロープに輪をつくるが、そこにロープの片端を2回通してつくる。

ひと結び
芯に結びつける結び方の中で最も単純なもの。
ふた結び
ひと結びより多く巻きつける結び方。
巻き結び
同じ向きのひと結びを2重に施してロープを芯に結びつける方法。
ひばり結び
異なる向きのひと結びを2重に施してロープを芯に結びつける方法。
自在結び
張り綱の固定などに用いれるヒッチで、結び目を移動させて張りの強さを調節できる。
てこ結び
ロープを芯にしばりつけるヒッチのひとつ。
ねじ結び
芯に対してロープをひと結びしてから何度も巻きつける結び方。
ねじ掛け結び
ロープをフックに掛けるときの結び方。

猿のこぶし結び
ロープの端に球状の結び目を作る方法。
8の字結び
コブを作る結び方。結び目が8の字に見えることからこう呼ばれている。簡単に結ぶことができ、止め結びより大きなコブになり、強く締めた後でも比較的ほどき易い。なお、二重8の字結びといった場合は、輪を作ることを目的とする結び。
8の字結び、二重8の字結びともに、「8の字」または「フィギュア・エイト」と略される場合があるので、場面によって見極める必要がある。英語圏でも「フィギュア・エイト」の略称で通じる（「エイト・ノット」と略す日本人もいるが、これは「8個の結び目」という意味になるので使わない方が良い）。
もやい結び
もっとも知られている基本的な結び方の一つで、ロープの端に径の変わらない輪を作る（なお、本来の英語の発音は「ボウリン」だが、「ボウライン」も可）。手順が誰にでも覚えられる簡単なものでありながら、強固な結び目を形成し、信頼性が高い。その上、強く締め付けた後でも簡単に解く事が出来る。また、負傷者自ら体に巻き付けて片手で結べるなど、他にはない長所もいくつかあり、ロープワークの分野では結びの王様（King of knots）とも呼ばれている。
応用範囲が広いため、船舶関係のみならず、登山やキャンプ、レスキュー、工作など、様々な分野で使用されている。
結び方は右図。輪がロープ本線を引くという負荷に耐える。しかし、輪だけを広げるような誤った使い方による負荷（リング負荷）をかけると、最悪は解けてしまう事がある。近年の多様なロープの種類の影響もあり、断続的に負荷をかける場合もロープの（結び目の）滑りに注意が必要。現在もやい結びは、登山での “自己確保用” としてはほとんど使用されていない。なお、万一のロープの滑りに備えた変形もやい結びがいくつか考案されており、命綱にこの変形結びを用いることもある。ただし、「簡単」「片手で結べる」といった長所を多数失っており、複雑化した手順を初心者が間違えるなどの問題も起きている。そのため、結び目そのものに手を加える変形結びではなく、通常のもやい結びを作った上でロープの端を独自に留め結ぶ（例：二重テグス結びで輪に留める）といった安全策を用いることが望ましい。

## 0端
紐の中ほどに輪を作る結び目。
よろい結び
ロープの中ほどに輪をつくる結び。両端を使わずに結ぶことができる。ロープ本線を強く引くと輪が小さくなってしまいやすく、それほど強固ではない。左右非対称のため、引く方向を考慮して結ぶのが望ましい。
中間者結び
よろい結びと同様に、両端を使わずロープの中ほどに輪をつくる結び。かなり強度が高い。ほどき易いと解説されることが多いが、本当に強く締まった場合は、人の手でほどくのが困難になることもある。一見すると左右対称だが、厳密には非対称。
二重止め結び
ロープを二つ折りにして止め結びを施すことによって輪をつくる結び方。
二重8の字結び
ロープを二つ折りにした状態で、8の字結びにする結びである。結び目が二重の8の字となることから、このように呼ばれる。輪を作ることを目的とする結びの一つである。非常にほどけにくく、登山においてはハーネスとロープを結びつけるなど安全性が重視される場面でよく使われる。輪の大きさは、結び目を緩めた状態で複雑に調整することとなり、濡れた状態や堅く締まった状態での輪の大きさの調整を要する用途には適さない。
略称については上記8の字結びを参照。
なお、誤った末端処理によって結び目がフリップしてほどけてしまう事故も起こっているので、使う場合は注意が必要。
参考 : 8の字結びがほどける事故に関する注意(遭難対策常任委員会)